# 旧字体
旧字体（きゅうじたい、旧字体：舊字體）とは、明治以降、日本における当用漢字字体表（1949年）制定以前に使用された活字の漢字の字体である。
台湾、香港、マカオ、韓国および北米の華僑は現代でも日本でいうところの旧字体を使っているが、幾つかの字は字形が日本とは異なっている。中国では、共産党政権下で政策的に簡略化された簡体字に対して、台湾や香港で用いられるいわば旧字体を繁体字と呼ぶ。

## 概要
新字体に対し、明治以来使用されてきた漢字の字体は「旧字体」「正字体」、「いわゆる康煕字典体」などと称される。新字体は、旧字体の旁（つくり）を同音の画数の少ない文字に差し替える、複雑な部分を省略した記号に置き換えるなどの手法で簡略化したものである。
おおまかには康熙字典体と一致するが、そもそも当用漢字の制定以前は、学校で使用される教科書においても複数の字体が併用されるなど、字体について厳密な統一がなされていなかった。ゆえに個々の文字について、旧字体とみなされる字体は必ずしも一定ではない。